# إدموند بي. غريغوري
إدموند بي. غريغوري (بالإنجليزية: Edmund B. Gregory)‏ هو عسكري أمريكي، ولد في 4 يوليو 1882 في ستورم ليك في الولايات المتحدة، وتوفي في 26 يناير 1961 في Walter Reed Army Medical Center ‏ في الولايات المتحدة.